# Смола древесная омыленная
Смола древесная омыленная (СДО) — добавка тёмно-коричневого цвета 50-55%-й концентрации. СДО применяется в строительстве в качестве пенообразователя, пластифицирующей, воздухововлекающей, морозостойкой антисептической добавки в производстве всех видов бетонов, а также применяется в монолитном и дорожном строительстве. Смола древесная омыленная производится путём омыления щелочью частично конденсированной (термообработанной) древесной смолы (натриевой соли абиетиновой кислоты), образующейся в процессе пиролиза древесины. Смола древесная омыленная выпускается в твёрдом и жидком виде.
СДО используется для приготовления бетонов различного назначения: пенобетонов, пенополистиролбетонов, ячеистых бетонов, тротуарной плитки, брусчатки, гидротехнических, тяжёлых, дорожных, лёгких и других бетонных конструкций.
Применение жидкой СДО позволяет:
- ускорить время приготовления рабочего раствора добавки
- снизить на 100—150 кг/м3 плотность бетона
- упростить оперативный контроль за приготовлением раствора
- уменьшить расход пористых песков, снизить водопотребность смеси, улучшить деформационные и теплофизические свойства, повысить морозостойкость бетонов
- при пониженном содержании мелкого заполнителя получать изделие со слитной однородной структурой
- улучшить удобоукладываемость бетонной смеси, сократить продолжительность формирования изделий, обеспечить уплотнение смеси, уменьшить её расслоение при транспортировке и укладке в формы.

Смола древесная омыленная (СДО) относится к веществам умеренно опасным (3 класс опасности).